# Рикардиньо (футболист, 1998)
Рикарду Жорже Оливейра Антониу (порт. Ricardo Jorge Oliveira António; род. 6 августа 1998 года, Санта-Мария-да-Фейра, Португалия), также известный как Рикардиньо (порт. Ricardinho), — португальский футболист, выступающий на позиции нападающего или атакующего полузащитника в клубе португальской Примейра-лиги «Санта-Клара».

## Клубная карьера
Рикардинью родился в Санта-Мария-да-Фейре (округ Авейру) и занимался футболом в юношеских командах «Порту» и «Риу Аве». Он играл за молодёжную и резервную команду «Риу Аве». В 2019 году Рикардинью перешёл в клуб «Санта-Клара», но вскоре после этого отправился на правах аренды в клуб третьего дивизиона «Праиенсе», а затем в выступавший на том же уровне «Торреенсе».
Рикардинью вернулся в «Санта-Клару» в сезоне 2021/2022. 1 августа 2021 года состоялся его дебют на профессиональном уровне, когда на 76-й минуте выездного матча против «Фаренсе», проходившего в рамках второго раунда Кубка португальской лиги, он заменил Карлоса. Основное время закончилась со счётом 0:0, а в серии пенальти сильнее оказалась «Санта-Клара» Спустя неделю Рикардинью дебютировал и в Примейра-лиге, выйдя на замену в поединке против «Тонделы», который завершился поражением его команды со счётом 0:3. Его первый гол на профессиональном уровне был забит 26 октября того же года в матче Кубка лиги против «Порту», завершившемся победой «Санта-Клары» со счётом 3:1.
7 января 2022 года Рикардиньо забил и свой первый гол в рамках Примейра-лиги, отметившись в домашнем проигрышном (2:3) матче со «Спортингом» вскоре после того, как заменил Кризана.

## Достижения
Санта-Клара
- Победитель Второй лиги: 2023/2024[англ.][8]